# Hipódromo La Rinconada
Hipódromo La Rinconada es la principal pista de carreras de caballos purasangre de Venezuela, ubicada al sur de Caracas en la parroquia Coche del Municipio Libertador.
En el Hipódromo La Rinconada se disputan las competencias todos los sábados y domingos.

## Historia
Los primeros planes para la construcción de un nuevo hipódromo en la ciudad de Caracas datan de 1952 ya que el Hipódromo de El Paraíso, ubicado en la urbanización El Paraíso, había sido rebasado en su capacidad. Allí en los terrenos del nuevo hipódromo se asentaba una hacienda del mismo nombre, la cual el estado venezolano compra en el año 1953 por un monto de 213 millones de bolívares. 
El proyecto fue encargado en 1954, durante la dictadura de Marcos Pérez Jiménez, a la empresa estadounidense Arthur Froehlich Arquitecto y Asociados, con experiencia en el diseño de hipódromos (responsable del hipódromo de Aqueduct en la ciudad de Nueva York). Junto a Froehlich trabajaron los ingenieros Henry M. Layne y Tung-Yen-Lin, así como los arquitectos paisajistas Roberto Burle-Marx, Fernando Tábora y John Stoddart.  Los majestuosos murales fueron diseñados por el arquitecto italiano Giuseppe Pizzo.
En 1955, la compañía Venfroca C.A. inició su construcción. La obra costó 28 millones de dólares, en esa época.
Fue inaugurado el 5 de julio de 1959. La Junta de Gobierno presidida por el contralmirante Wolfgang Larrazábal, crea el Instituto Nacional de Hipódromos (INH), bajo la presidencia del teniente José Luis Fernández. 
Cuenta con tres tribunas, con capacidad de 8.000, 1.500 y 3.000 personas sentadas, pista de 1.800 metros, áreas de esparcimiento, bares, taquillas, estacionamiento para 9.000 vehículos, paddock cubierto y descubierto, caballerizas, hospital veterinario, un parque y dos pistas, una de carreras y otra de entrenamiento, ambas de arena.
El totalizador electrónico o pizarra, es propio de la inauguración, aunque con modificaciones en los años posteriores ha funcionado, colapsando su sistema en 2007, demandando una nueva pizarra, para el óptimo funcionamiento de las apuestas.
El modo de construcción de La Rinconada ha sido utilizado en diferentes hipódromos del mundo como el Belmont Park (Estados Unidos), Ascot (Gran Bretaña) y Longchamps (Francia). Fue declarado monumento Nacional en 2009, por el Instituto del Patrimonio Cultural (IPC).
La jornada inaugural se dio con 12 carreras (entre ellas la primera en 1.700 metros para ejemplares venezolanos), la Copa Inauguración, que ganó el caballo Lavandero, con el jinete Ignacio Jesús Ferrer; y el Clásico Fuerzas Armadas que se lo llevó Banal con Gustavo Ávila en el sillín. 
En terrenos cercanos al hipódromo se encuentran el Poliedro de Caracas, el Estadio Monumental Simón Bolívar,  el Museo de Artes Visuales Alejandro Otero, la Estación La Rinconada del Metro de Caracas y la Estación Caracas Libertador Simón Bolívar del Ferrocarril Ezequiel Zamora.

## Conciertos
El hipódromo también ha sido utilizado para la presentación de conciertos en la capital venezolana, donde la asistencia ha llegado a superar las 60.000 personas.
| País                                                | Artista                                                               | Año  |
| --------------------------------------------------- | --------------------------------------------------------------------- | ---- |
| Bandera de Estados Unidos                           | Paul Pena                                                             | 1972 |
| Bandera de Estados Unidos                           | New York Rock & Roll Ensemble                                         | 1972 |
| Bandera de Australia                                | The Tenants (band)                                                    | 1983 |
| Bandera de Inglaterra                               | Napalm Death                                                          | 1991 |
| Bandera de Estados Unidos                           | Sacred Reich                                                          | 1991 |
| Bandera de Estados Unidos                           | Pantera (banda)                                                       | 1993 |
| Bandera del Reino Unido · Bandera de Estados Unidos | Sting + James Taylor                                                  | 1994 |
| Bandera de Australia                                | INXS                                                                  | 1994 |
| Bandera de Argentina · Bandera de México            | Los Cafres + Caifanes + Maldita Vecindad y los Hijos del Quinto Patio | 1994 |
| Bandera de España                                   | Joaquín Sabina + Danza Invisible + Amistades Peligrosas (dúo)         | 1994 |
| Bandera de Estados Unidos                           | Violent Femmes                                                        | 1994 |
| Bandera de Estados Unidos                           | Disney on Ice                                                         | 1994 |
| Bandera del Reino Unido                             | UB40                                                                  | 1994 |
| Bandera de Alemania                                 | Kreator                                                               | 1994 |
| Bandera de Brasil                                   | Sepultura + Os Paralamas do Sucesso                                   | 1994 |
| Bandera de Argentina                                | Los Pericos                                                           | 1994 |
| Bandera de Inglaterra                               | Robert Plant                                                          | 1994 |
| Bandera del Reino Unido                             | Phil Collins                                                          | 1994 |
| Bandera de Estados Unidos                           | Bon Jovi                                                              | 1995 |
| Bandera del Reino Unido                             | Elton John                                                            | 1995 |
| Bandera del Reino Unido                             | Ministry of Sound                                                     | 2002 |
| Bandera del Reino Unido                             | Chris Liberator                                                       | 2002 |
| Bandera de los Países Bajos                         | Tiësto                                                                | 2004 |
| Bandera de Gales · Bandera de Inglaterra            | Sasha (DJ) + John Digweed                                             | 2005 |
| Bandera de Sierra Leona                             | Emmerson Bockarie                                                     | 2005 |
| Bandera de Singapur                                 | DJ Rap                                                                | 2005 |
| Bandera de Estados Unidos                           | Moby                                                                  | 2005 |
| Bandera de Italia                                   | Mauro Picotto                                                         | 2006 |
| Bandera de Estados Unidos                           | Felix da Housecat                                                     | 2006 |
| Bandera de Barbados                                 | Carl Cox                                                              | 2007 |
| Bandera de Estados Unidos                           | Sharam                                                                | 2007 |
| Bandera de México                                   | DJ Sultán                                                             | 2007 |
| Bandera de Estados Unidos                           | Deep Dish                                                             | 2007 |
| Bandera de Argentina                                | Soda Stereo                                                           | 2007 |
| Bandera de México                                   | Maná                                                                  | 2007 |
| Bandera de Estados Unidos                           | Lenny Dee                                                             | 2008 |
| Bandera de Puerto Rico                              | Olga Tañón                                                            | 2009 |
| Bandera de Colombia                                 | Juanes                                                                | 2009 |
| Bandera de la República Dominicana                  | Aventura                                                              | 2009 |
| Bandera de Puerto Rico                              | Daddy Yankee                                                          | 2009 |
| Bandera de Puerto Rico                              | Wisin & Yandel                                                        | 2009 |
| Bandera de Estados Unidos                           | G-Unit                                                                | 2009 |
| Bandera de Estados Unidos · Bandera de Venezuela    | Kiss y Arkángel                                                       | 2009 |
| Bandera de Estados Unidos                           | Jonas Brothers                                                        | 2009 |
| Bandera de Puerto Rico                              | Tito el Bambino                                                       | 2009 |
| Bandera de Estados Unidos                           | Arcángel (cantante)                                                   | 2009 |
| Bandera de Puerto Rico                              | R.K.M. & Ken-Y                                                        | 2009 |
| Bandera de Puerto Rico                              | Ñejo & Dálmata                                                        | 2009 |
| Bandera de Estados Unidos                           | Marc Anthony                                                          | 2009 |
| Bandera de Estados Unidos                           | Metallica                                                             | 2010 |
| Bandera de Estados Unidos                           | Mastodon                                                              | 2010 |
| Bandera de Jamaica                                  | Bob Marley & The Wailers                                              | 2011 |